# 动车组旅客列车

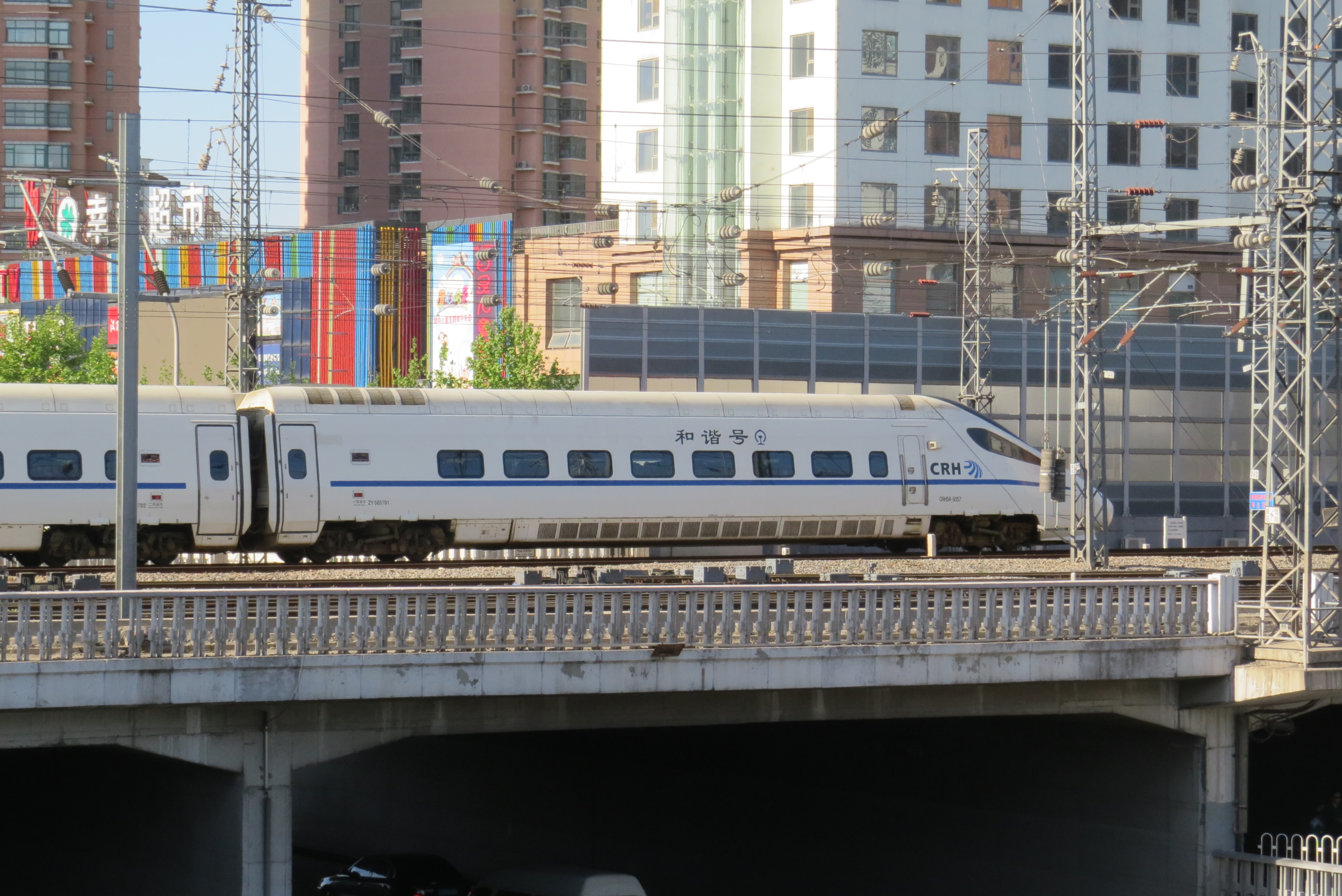
运行于大西客运专线的D2001次动车组列车

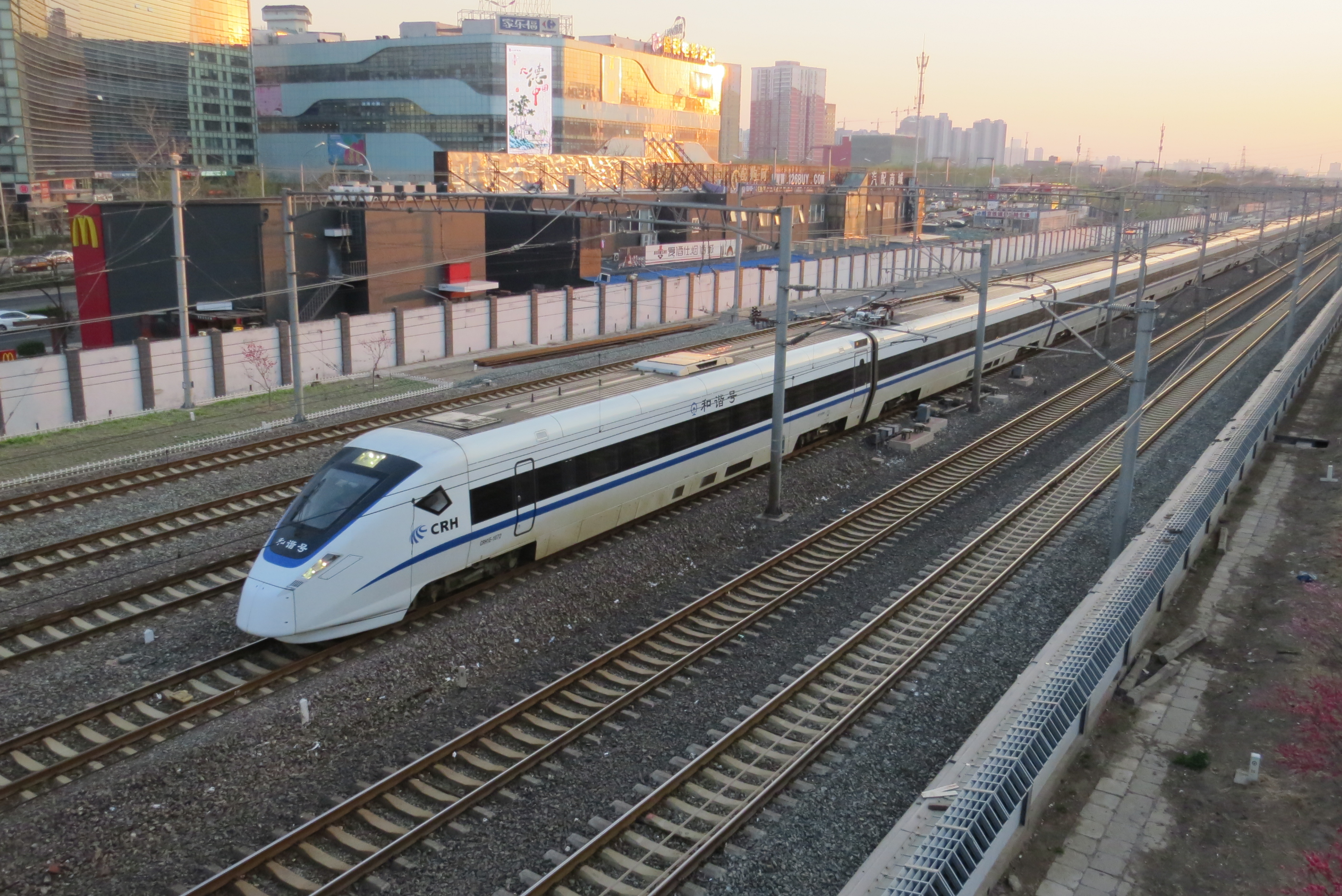
运行于京沪铁路的D314次动卧列车

动车组旅客列车，简称动车组列车，英文代码为D，俗称D字头列车或动车，是中国铁路的一个列车等级。本车次车体主要使用和谐号动车组（除CRH380系列车型和此系列车型担当套跑普通动车组列车车次以外）和复兴号动车组（除CR400系列车型和此系列车型担当套跑普通动车组列车车次以外），主要运行时速为160公里及200至250公里。车次总范围为D1-D9998，其中D1-D4998为跨铁路局车次（D1-D298号段固定预留给由复兴号CR200J型动车组担当的列车），D5001-D9998为各铁路局管内车次。鐵路系統標準念法為「动车*次」，普通民眾习惯念作「D*次」。

## 历史
1999年10月10日，哈尔滨铁路局使用新购置的4列NYJ1型柴油动车组开行哈尔滨至齐齐哈尔、牡丹江、绥化、佳木斯的动车组列车，最高运行速度为140km/h，车次使用D字头+两位数编码，其中哈尔滨到牡丹江为D61—D64，哈尔滨到绥化为D73—D78，哈尔滨到齐齐哈尔为D81—D88，哈尔滨到佳木斯为D91—D94。2000年10月21日中国铁路第三次大提速以后，改用特快列车车次。
2007年4月18日，中国铁路实施第六次大提速，开始在京沪铁路上开行普通动车组列车。随后又在京哈、京广（北段）、陇海（东段）、沪昆（浙赣段）、胶济线等实施提速至二百公里的既有干线上开行此类列车。既有线上的动车早期运行时速为200千米，2011年8月16日起调整到160公里。大部分动车组列车在新建的客运专线投入运营后为减轻货运压力不再于既有线上运营。
2019年投入下线的复兴号CR200J型电力动车组担当的列车以D字头为主、C字头列车为辅。一篇有关动力集中动车组运营组织的文章指出，该动力集中型动车组造价和运营成本与普通25T型客车相差不大，但又远低于200至250km/h等级的动车组列车的制造及运营成本；同时，该型动车组编组固定，运营、检修效率均高过普速列车；车内客运人员配置数量（短编3人，长编5人）远低于既有普速列车，可大幅降低人工成本。在既有线开行此动车组、并按照D字头列车或C字头列车标准收取票价，可为铁路部门提高经营效益。
2021年6月25日调图后，中国铁路基于安全原因调整高速、普速铁路分工，停开大量既有线上运行的动力分散型动车组列车。其中部分列车在与既有线平行的客运专线建成之后，已转移至客运专线上恢复开行，如京沈动车组列车。

## 动卧列车
为使用动车组开行的卧铺列车，于2008年12月21日首次开行，运营于京沪铁路等路线，如北京至上海间的D313/314次列车。